# Kishuta
Kishuta is een plaats (község) en gemeente in het Hongaarse comitaat Borsod-Abaúj-Zemplén. Kishuta telt 352 inwoners (2001).